# Gray Motor Corporation

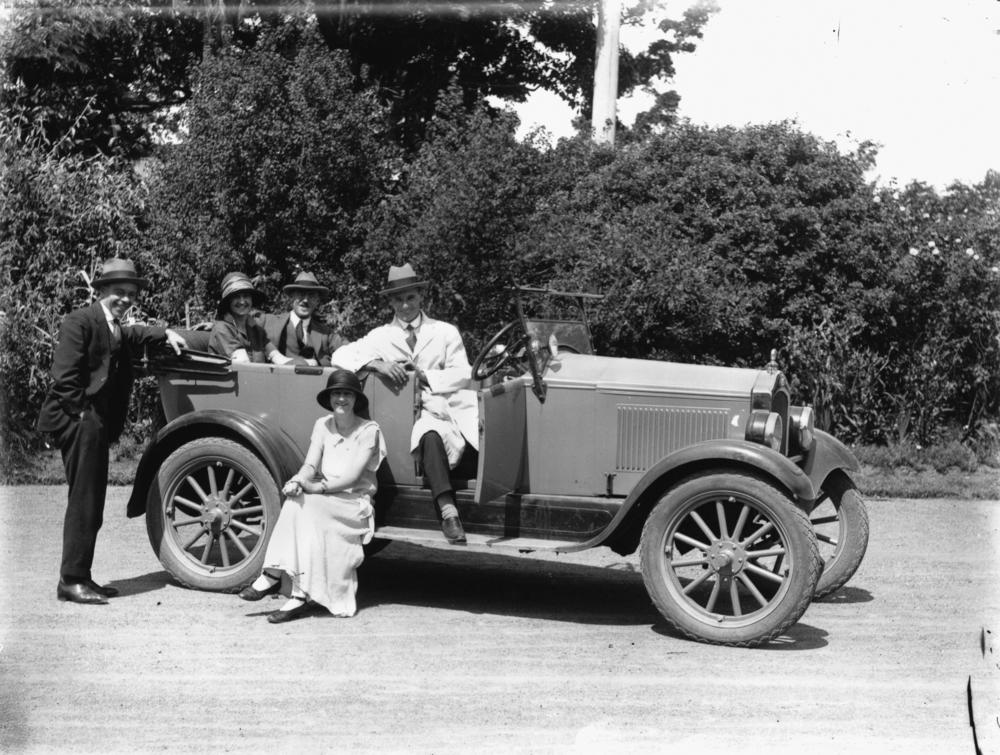
Gray von 1925

Gray Motor Corporation war ein US-amerikanischer Hersteller von Automobilen.

## Unternehmensgeschichte
Das Unternehmen wurde Anfang 1920 in Detroit in Michigan gegründet. Es übernahm das Werk des Motorenherstellers Gray Motor Company. Frank F. Beall, der vorher bei Packard tätig war, und William H. Blackburn, vorher bei Cadillac, leiteten es. Nach einem Jahr kam Frank L. Klingensmith von Ford dazu, der Präsident wurde. Sie begannen im November 1921 mit der Produktion von Automobilen. Der Markenname lautete Gray. Absatzerwartungen beliefen sich auf 250.000 Fahrzeuge jährlich. Tatsächlich entstanden weit weniger. So sind bis Juni 1923 je nach Quelle 1.772 oder 14.772 Fahrzeuge überliefert. Ein Teil der Produktion wurde nach Neuseeland exportiert, wo die Fahrzeuge von Todd Motors verkauft wurden. Im Januar 1925 zog sich Klingensmith zurück. 1926 endete die Produktion.
Es bestanden keine Verbindungen zur Andermat Machine Company und zur Gray Light Car Corporation, die früher den gleichen Markennamen verwendeten.

## Fahrzeuge
Das erste Modell der Jahre 1922 bis 1923 sollte direkt gegen das Ford Modell T konkurrieren. Der Vierzylindermotor mit 2805 cm³ Hubraum und 20 PS Leistung hatte seitliche Ventile. Er trieb über ein Dreiganggetriebe die Hinterachse an. Das Fahrgestell hatte 254 cm Radstand. Zur Wahl standen fünfsitziger Tourenwagen, zweisitziger Roadster, fünfsitziger Coach, zweisitziges Coupé und fünfsitzige Limousine. Die Neupreise lagen rund 25 % über den Preisen des Ford T.
1924 gab es einige Änderungen bei den Aufbauten. Der Coach hatte nur noch vier Sitze. Ein sportlich ausgelegter Tourenwagen mit fünf Sitzen kam dazu.
1925 wurde der Radstand auf 264 cm verlängert. Gleichzeitig wurden die Preise erhöht. Der Coach, der Roadster und der sportlich ausgelegte Tourenwagen entfielen. Das Coupé hatte nun wahlweise zwei oder drei Sitze. Neu war eine sportlich ausgelegte Limousine mit fünf Sitzen.
1926 wurde die Motorleistung auf 21 PS angehoben und der Radstand auf 267 cm verlängert. Die Preise wurden dagegen gesenkt. Das Angebot umfasste nur noch Tourenwagen und Limousine, beide mit fünf Sitzen. Die Fahrzeuge hatten nun zusätzlich Vorderradbremsen.

## Modellübersicht
| Jahr      | Modell | Zylinder | Leistung (PS) | Radstand (cm) | Aufbau |
| --------- | ------ | -------- | ------------- | ------------- | --- |
| 1922–1923 | 20 HP  | 4        | 20            | 254           | Tourenwagen 5-sitzig, Roadster 2-sitzig, Coach 5-sitzig, Coupé 2-sitzig, Limousine 5-sitzig                             |
| 1924      | 20 HP  | 4        | 20            | 254           | Roadster 2-sitzig, Tourenwagen 5-sitzig, Sport Tourenwagen 5-sitzig, Coupé 2-sitzig, Coach 4-sitzig, Limousine 5-sitzig |
| 1925      | 20 HP  | 4        | 20            | 264           | Tourenwagen 5-sitzig, Coupé 2-sitzig und 3-sitzig, Limousine 5-sitzig, Sport Limousine 5-sitzig                         |
| 1926      | 21 HP  | 4        | 21            | 267           | Tourenwagen 5-sitzig, Limousine 5-sitzig                                                                                |